# Heimatverein Burgsteinfurt
Der Heimatverein Burgsteinfurt ist ein eingetragener Verein zur Förderung der Heimatforschung und Heimatpflege in Steinfurt, der Bewahrung und Pflege des Kulturgutes in der Region sowie für den Schutz der Natur, Umwelt und Landschaft. Er betreut unter anderem das Stadtmuseum, die historische Niedermühle und eine der noch wenigen existierenden Blaudruckwerkstätten.

## Geschichte
Der Verein wurde am 28. September 1901 durch Bürgermeister Terberger als Verkehrsverein gegründet. Im Jahre 1927 wurde der Verein in Verkehrs- und Heimatverein umbenannt. 1979 wurde in Steinfurt der Verkehrsverein gegründet. Die Trennung der Aufgaben und die damit verbundene bessere Verfolgung der Ziele in den verschiedenen Bereichen machte nun eine erneute Umbenennung des Vereins erforderlich. Der aktuelle Name lautet deshalb seit dem 6. Mai 1980 „Heimatverein Burgsteinfurt e.V.“
Das Domizil des Vereins ist die Niedermühle. Im Jahr 2001 konnte der Internetauftritt des Heimatvereins realisiert werden, der seitdem mit einer Homepage dort vertreten ist. Der Heimatverein Burgsteinfurt e.V. umfasst derzeit etwa 550 eingetragene Mitglieder.

## Aktivitäten

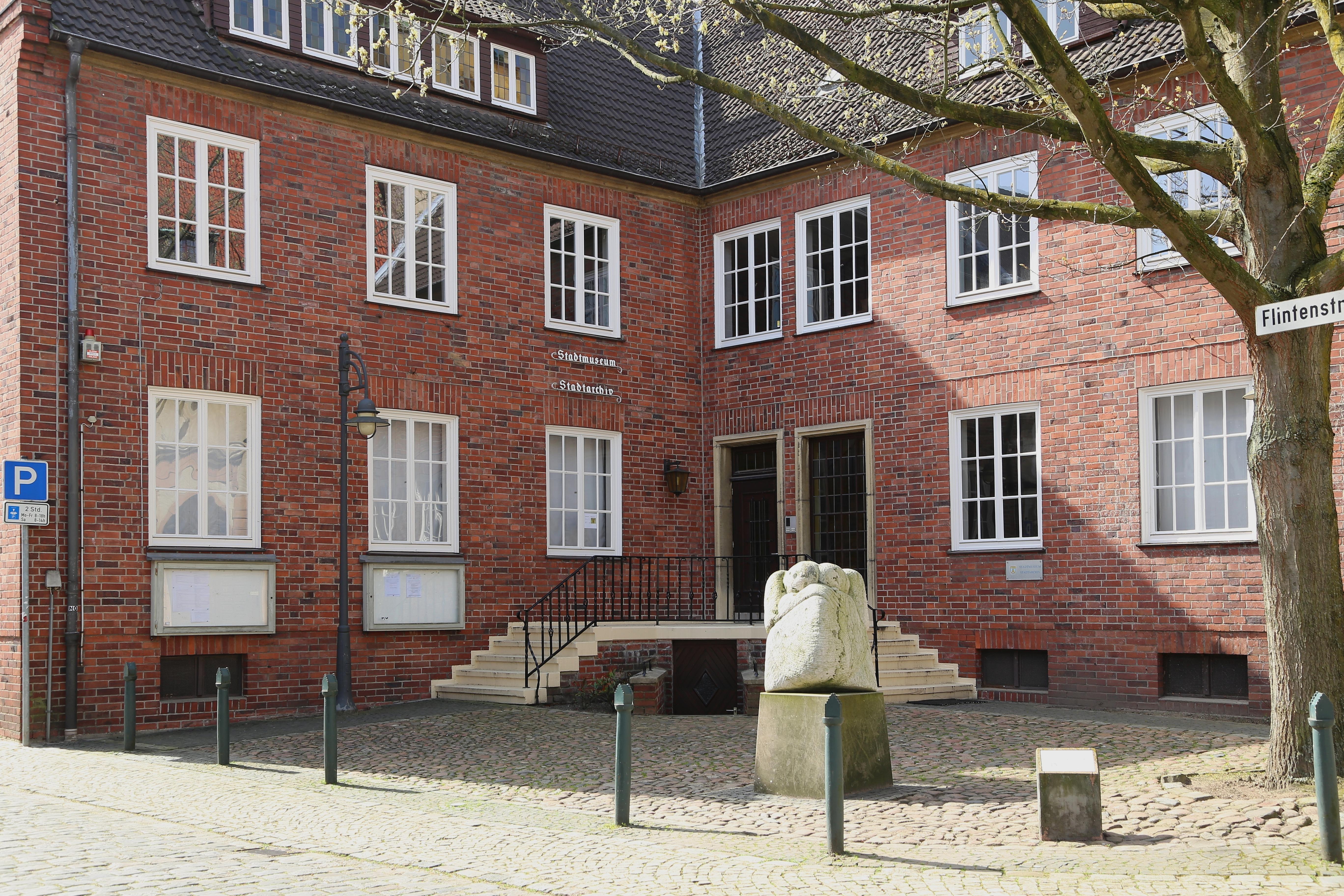
Der Heimatverein betreut unter anderem das Stadtmuseum.

Zu den Gruppen und Aktivitäten des Heimatvereins gehören: 
- Auswanderergeschichte, Ahnen- und Familienforschung
- Bau- und Denkmalpflege
- Brauchtumspflege
- Heimatforschung, Heimatkundliche Arbeitskreise
- Monatlicher Frauentreff in der Niedermühle
- Mühlen- und Werkgruppe
- Museumskreis Stadtmuseum Steinfurt
- Öffentliche Veranstaltungen des Heimatvereins
- Radfahren, Wandern und Reisen (Abend- und Fernradtouren, Wanderungen, Erlebnis-Busreisen).

1995 restaurierte der Heimatverein Burgsteinfurt nach zehnjähriger Planung die historische Niedermühle aus dem Jahre 1697 durchgreifend und brachte wieder ein lauffähiges Mühlenrad an. Die Mühle ist seitdem Sitz des Heimatvereins.
Der Heimatverein Burgsteinfurt betreibt eine überregional bekannte Werkstatt für Blaudruck. In der komplett eingerichteten alten Werkstatt werden noch mehr als 300, zum Teil jahrhundertealte Druckstücke (Modeln) verwendet, um im typisch Münsterländischen Stil Stoffe in blau zu bedrucken. Damit wird eine alte Burgsteinfurter Tradition aufgegriffen, da die Existenz solcher Werkstätten schon seit dem Mittelalter in der Stadt nachweisbar sind.
Außerdem betreut der Heimatverein seit 20 Jahren das Steinfurter Stadtmuseum gegenüber der Hohen Schule. Eine ehemalige städtische Heimatsammlung von 1911 wurde durch zahlreiche private Stiftungen und Schenkungen erweitert. Das Stadtmuseum bietet einen Überblick über die Ortsgeschichte vom Frühmittelalter bis hin zum Anfang des 19. Jahrhunderts. Besondere Berücksichtigung finden hier die wirtschafts-, sozial- und territorialgeschichtlichen Entwicklungen Steinfurts.
Der Verein kümmert sich ferner um das alte Bahnwärterhaus Posten 23. Der „Posten 23“ stand bis 1997 an der Bahnstrecke Münster-Gronau in der Nähe des Sellen-Veltruper Schießplatzes und war bis Ende 1994 die Unterkunft für einen Bahnwärter, der die Schranke bediente.  1997/98 wurde das Häuschen durch den Heimatverein an den jetzigen Radweg verlegt.
Die Heimatforscher inspizieren regelmäßig die alten Grenz- und Schnatsteine zu den anderen Regionen rund um Steinfurt. Im Rahmen seiner Ahnenforschungsaktivitäten war der Verein auch maßgeblich an der Erforschung der Auswanderung von Westfalen in die USA im 18- und 19. Jahrhundert beteiligt.